# Comté d'Argenteuil
Pour les articles homonymes, voir Argenteuil.
Le comté d'Argenteuil était un comté municipal du Québec ayant existé entre 1855 et le début des années 1980. Le territoire qu'il couvrait fait aujourd'hui partie de la région des Laurentides et est réparti entre les MRC d'Argenteuil, Les Pays-d'en-Haut et Les Laurentides. Son chef-lieu était Lachute. Il se composait du territoire de la seigneurie d'Argenteuil concédée durant la période de la Nouvelle-France et des cantons limitrophes créés après la Guerre de la Conquête.

## Municipalités et localités situées dans le comté
- Arundel
- Batesville
- Brownsburg
- Calumet
- Carlin Corner
- Dalesville
- Grenville
- Harrington East
- Hillhead
- Lac-des-Seize-Îles
- Lachute
- Lakefield
- Lakeview
- Léopold
- Lost River
- Mille-Isles
- Morin Heights
- Pine Hill
- Pointe-au-Chêne
- Saint-Adolphe-d'Howard
- Saint-André
- Saint-Philippe
- Weir